# Titus Tatius

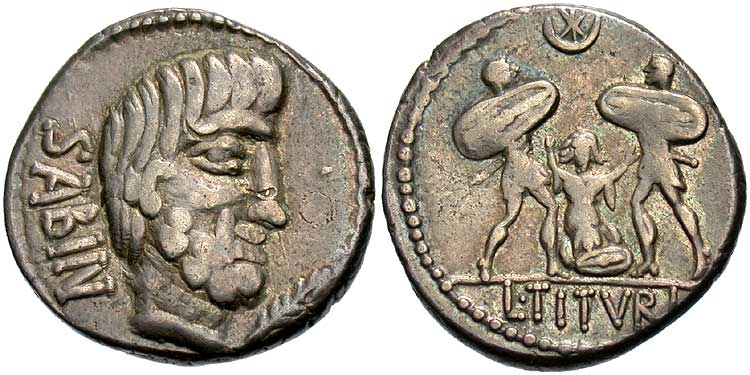
Denarius med Titus Tatius porträtt. På myntets åtsida står det SABIN, medan det på frånsidan står L. TITVRI.

Titus Tatius är en mytologisk gestalt som enligt legenden var kung hos sabinerna. Efter sabinskornas bortrövande startade han ett krig mot och besegrade romarna, men efter ingripande från de sabinska kvinnorna avbröts dock fientligheterna och Titus kom sedan att samregera med Romulus över Rom. 